# NGC 5190
NGC 5190 est une galaxie spirale barrée située dans la constellation de la Chevelure de Bérénice. Sa vitesse par rapport au fond diffus cosmologique est de 4 389 ± 20 km/s, ce qui correspond à une distance de Hubble de 64,7 ± 4,5 Mpc (∼211 millions d'al). NGC 5190 a été découverte par l'astronome britannique John Herschel en 1827.
La classe de luminosité de NGC 5190 est II et elle présente une large raie HI.
À ce jour, trois mesures non basées sur le décalage vers le rouge (redshift) donnent une distance de 76,767 ± 1,650 Mpc (∼250 millions d'al), ce qui est à l'extérieur des valeurs de la distance de Hubble. Notons que c'est avec la valeur moyenne des mesures indépendantes, lorsqu'elles existent, que la base de données NASA/IPAC calcule le diamètre d'une galaxie et qu'en conséquence le diamètre de NGC 5190 pourrait être d'environ 21,8 kpc (∼71 100 al) si on utilisait la distance de Hubble pour le calculer.
Selon Abraham Mahtessian, NGC 5172 et NGC 5190 forment une paire de galaxies. 